# Perfect Strangers (televisieserie)
Perfect Strangers is een Amerikaanse komedieserie die op de Amerikaanse televisie werd uitgezonden van 1986 tot 1993, goed voor in totaal 150 afleveringen van 30 minuten per stuk. De serie werd drie keer genomineerd voor een Emmy Award. De eerste was voor Bronson Pinchots hoofdrol in 1987, de tweede in 1989 voor de gastrol van Doris Roberts en in 1992 volgde een derde nominatie voor de grime-afdeling.
In Nederland werd de serie door de KRO uitgezonden onder de titel Volmaakte vreemden.

## Uitgangspunt
De serie draait om de Amerikaanse Larry Appleton (Mark Linn-Baker) en zijn verre neef Balki Bartokomous (Bronson Pinchot). Appleton is een bloedserieuze journalist bij de Chicago Chronicle, waar zijn neef een vrolijke, uiterst naïeve schaapherder is, afkomstig van het fictieve Griekse plattelandseiland Mypos. Bartokomous is naar de Verenigde Staten gekomen om zijn familie te vinden en gaat samen met Appleton een appartement bewonen. Met zijn naïeve levensinstelling en letterlijke interpretaties van de Engelse taal en uitdrukkingen daarin, drijft hij Appleton bij tijd en wijle tot wanhoop. Om niet te spreken over de Myposiaanse uitdrukkingen waar hij niets mee kan. Op andere momenten leert Appleton van zijn Griekse neef dat het leven meer vrolijke kanten kent dan hij wilde inzien. Samen slaan ze zich door het leven van alledag en proberen ze zo goed mogelijk de relaties met hun Amerikaanse vriendinnetjes tot een succes te maken. Appletons vriendin Jennifer (Melanie Wilson) is daarbij een wat zonniger versie van hemzelf. Bartokomous' (Amerikaanse) vriendinnetje Mary Anne (Rebeca Arthur) is zo mogelijk nog naïever dan de Griek.

## Rolverdeling

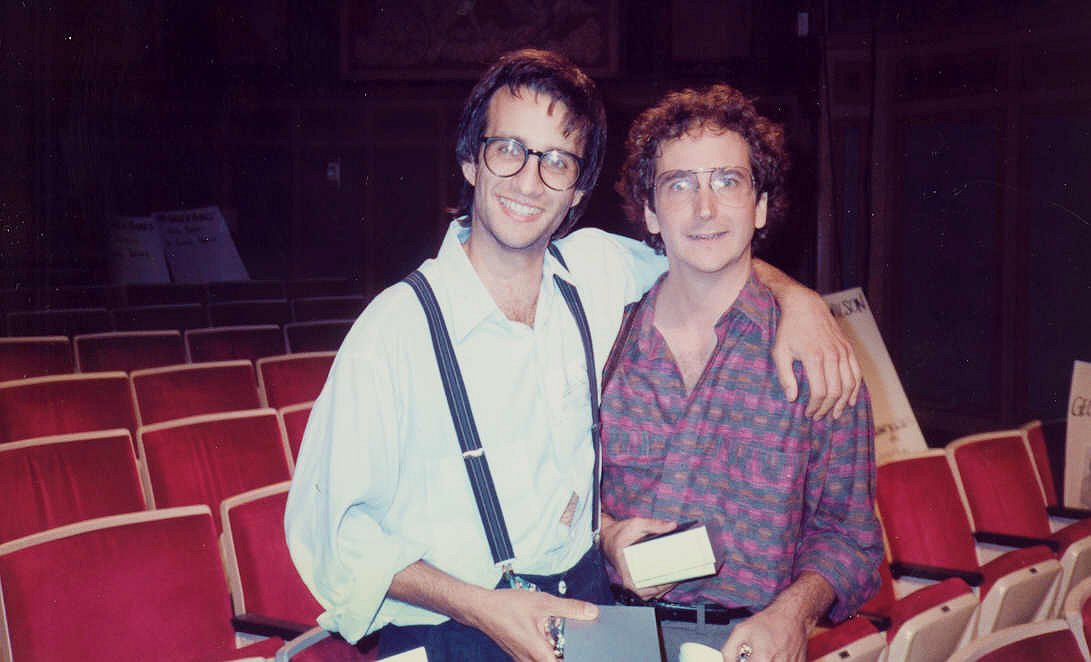
Hoofdrolspelers Bronson Pinchot (links) en Mark Linn-Baker

| Acteur                | Personage                                      |
| --------------------- | ---------------------------------------------- |
| Jim Doughan           | Jimmy                                          |
| Mark Linn-Baker       | Larry Appleton                                 |
| Bronson Pinchot       | Balki Bartokomous                              |
| Melanie Wilson        | Jennifer Lyons (seizoen 2–8)                   |
| Rebeca Arthur         | Mary Anne Spencer (seizoen 2–8)                |
| Belita Moreno         | Edwina Twinkacetti (seizoen 1–2)               |
| Belita Morenof        | Lydia Markham (seizoen 3–7)                    |
| Allan Graf            | Richard                                        |
| Candi Milo            | Gina Morelli                                   |
| F.J. O'Neil           | Mr. Wainright                                  |
| George Wyner          | Marvin Berman                                  |
| Ernie Sabella         | Mr. Donald "Twinkie" Twinkacetti (seizoen 1–2) |
| JoMarie Payton        | Harriette Baines Winslow                       |
| Marianne Muellerleile | Athena                                         |
| John Del Regno        | Vince Lucas                                    |
| Erica Gayle           | Marie Twinkacetti                              |
| Matthew Licht         | Donnie Twinkicetti                             |
| Carol Bruce           | Margaret                                       |
| Lee Arenberg          | Leon                                           |
| Tony Longo            | Fat Jack                                       |
| Lorry Goldman         | Doug Perkins                                   |
| Guy Christopher       | Walt Hughes                                    |
| James Noble           | Walter Appleton                                |
| Teresa Bowman         | Darla Wayne                                    |
| Steven Gilborn        | Herb                                           |
| Scott Marlowe         | Marco Madison                                  |
| Lise Cutter           | Susan Campbell (seizoen 1–2)                   |
| Sam Anderson          | Sam Gorpley (seizoen 3–7)                      |
| Newell Alexander      | Billy Joe Bob                                  |

## Productie
De titelsong van de serie, "Nothing's Gonna Stop Me Now", is gecomponeerd door Jesse Frederick en Bennett Salvay. Het nummer wordt gezongen door David Pomeranz. Voor seizoen 3 en seizoen 5 werd de muziek een beetje aangepast.
De buitenscènes bij het appartement van Larry en Balki werden aanvankelijk opgenomen voor het inmiddels niet meer bestaande Santa Rita Hotel in Los Angeles. In dit gebouw zijn tegenwoordig winkels gevestigd. Na seizoen 3 werd een ander gebouw aan West Dickens Avenue gebruikt.
Het huis dat in buitenopnamen als woning van Larry en Balki te zien is staat in werkelijkheid in Boulder, Colorado. Het is te vinden op 1619 Pine Street en werd ook voor buitenopnamen gebruikt in de tv-serie Mork & Mindy.

## Spin-off
Perfect Strangers kreeg in september 1989 een spin-off in de vorm van Family Matters. Deze serie liep tot 1998.